# The Incredible Hulk: Ultimate Destruction
 (novembre 2018).
Si vous disposez d'ouvrages ou d'articles de référence ou si vous connaissez des sites web de qualité traitant du thème abordé ici, merci de compléter l'article en donnant les références utiles à sa vérifiabilité et en les liant à la section « Notes et références ».
The Incredible Hulk: Ultimate Destruction est un jeu vidéo d'action développé par Radical Entertainment et édité par Vivendi Universal Games sur GameCube, PlayStation 2, et Xbox en 2005.

## Système de jeu
Le grand Hulk développe diverses capacités au fil de l'aventure, qu'il pourra améliorer.